# Odontomyia triangulifera
Odontomyia triangulifera är en tvåvingeart som beskrevs av Becker 1913. Odontomyia triangulifera ingår i släktet Odontomyia och familjen vapenflugor.
Artens utbredningsområde är Iran. Inga underarter finns listade i Catalogue of Life.